# Лаборатория № 47 ЛИИ
Лаборатория № 47 ЛИИ (с 1967 года — Специализированное опытно-конструкторское бюро (СОКБ) ЛИИ) — лаборатория филиала Лётно-исследовательского института (ЛИИ), в которой под руководством Сергея Григорьевича Даревского были разработаны технические системы управления и отображения информации, а также тренажёр космического корабля «Восток-1».

## История

Даревский с коллективом лаборатории

Лаборатория занималась исследованиями в области авиационной эргономики, в том числе: приборными досками, пультами, датчиками температуры и т. п., то есть была лабораторией широкого профиля.

### Участие в организации первого полета человека в космос

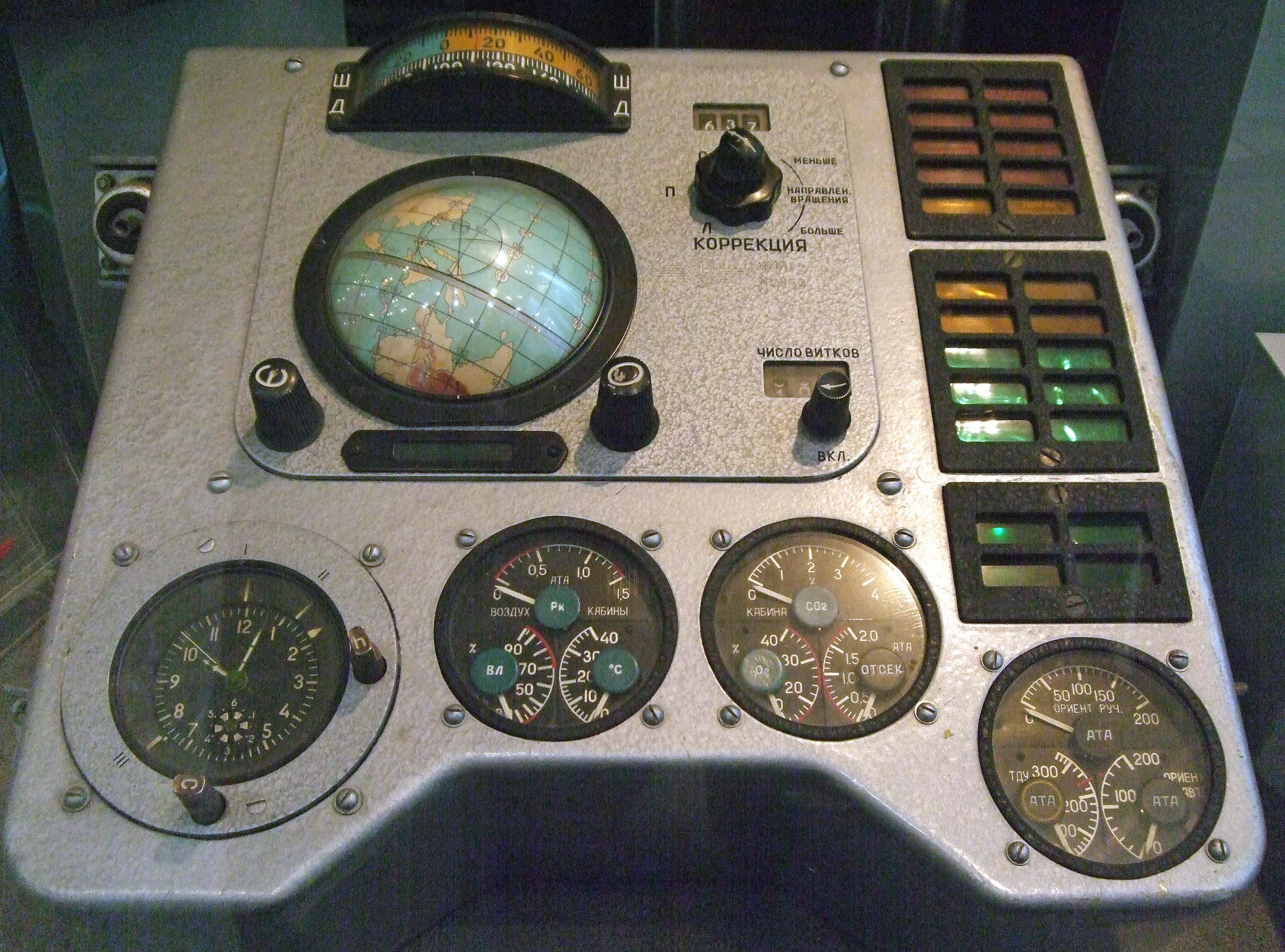
Приборная панель корабля «Восток-1» Ю. А. Гагарина. Центральный Музей Вооружённых Сил, Москва

В 1955 году лабораторию возглавил кандидат технических наук Сергей Григорьевич Даревский. Примерно через год лаборатории было поручено создание «стандартной кабины». Предложения Даревского по созданию такой кабины для самолётов, озвученные на одной из закрытых выставок, были отвергнуты. Однако, по предложению председателя Научно-технического комитета ВВС генерал-майора М. Н. Мишука на идеи Даревского обратил внимание генеральный конструктор ОКБ-1 С. П. Королёв.
Королёв поручил Даревскому разработку систем управления и систем отображения информации (СОИ) для пульта пилота-космонавта. В лаборатории 47 филиала ЛИИ под руководством Даревского были начаты конструирование и отработка СОИ для контроля положения пилотируемого космического корабля (КК) «Восток-3А» на орбите, индикации работы бортовых систем и телеметрии, систем и органов управления КК. Оригинальной была реализация идеи единой приборной доски и единого пульта управления, электрически связанных между собой (СОИ и органов управления), был также разработан пульт «пилота-космонавта». К концу 1959 года был создан комплексный прибор «Спецчасы» и «Глобус», отображающий время полета, положение КК над поверхностью Земли и район приземления при заданном времени включении тормозной двигательной установки КК.
Для тренировки космонавтов сотрудниками лаборатории был создан тренажёр космического корабля «Восток-1» (макет № 2). По инициативе генерал-лейтенанта Н. П. Каманина к осени 1960 года в лаборатории моделирующий стенд, дополненный макетом спускаемого аппарата, был превращён в стенд-тренажёр, на котором начались тренировки первого отряда будущих космонавтов в составе: Юрий Гагарин, Герман Титов, Григорий Нелюбов, Андриян Николаев, Павел Попович и Валерий Быковский. Сдача первого выпускного экзамена проходила 17—18 января 1961 года. Оценки «отлично» получили Гагарин, Титов, Николаев и Попович, «хорошо» — Нелюбов и Быковский. 
В создание тренажёра для «Востока» важный вклад внесли руководители групп Е. Н. Носов, Э. Д. Кулагин, С. Т. Марченко, Д. Н. Лавров, Г. С. Макаров, Н. А. Ощепков и другие, в конструкторских работах принимали участие военпреды А. С. Акулов и В. Д. Седнев.
В 1966 году Даревский был удостоен Ленинской премии.
В последующие годы были разработаны СОИ и тренажёры для подготовки космонавтов по программам «Восток», «Союз», «Союз-Апполон», лунным программам, «Алмаз», СОИ для орбитальной станции «Салют» и др

### Дальнейшая история лаборатории
Работа лаборатории осложнялась тем, что для выполнения обязательств по космонавтике Институт был вынужден привлекать силы других подразделений. Нарастала напряжённость, которая привела к тому, что С. Г. Даревский обратился к заместителю председателя Военно-промышленной комиссии при Совете министров СССР Г. Н. Пашкову. При поддержке последнего на базе лаборатории 21 августа 1967 года было создано СОКБ ЛИИ под руководством Даревского.
Деятельность Даревского и коллектива СОКБ не встречала поддержки у головных предприятий. В 1983 году бюро было присоединено к Научно-исследовательскому институту авиационного оборудования.